# 中国常驻美洲国家组织观察员办事处
中国常驻美洲国家组织观察员办事处（英語：China's Permanent Observer Mission to the Organization of American States），是中华人民共和国政府常驻美洲国家组织的外交代表机构，设在中华人民共和国驻美利坚合众国大使馆。观察员由中华人民共和国驻美利坚合众国特命全权大使担任。

## 职能
办事处主要职能包括参加美洲国家组织相关会议、活动；办理与美洲国家组织相关的外交事务和对外交涉；负责中国与美洲国家组织的交流合作项目。